# Transportul public din Arad
Transportul public din Arad beneficiază de o rețea dezvoltată, constituită cu precădere pe sistemul de tramvaie, deși există și un număr de linii de autobuz și microbuz care deservesc populația orașului și a împrejurimilor. Activitatea de transport în comun este operată de Compania de Transport Public Arad, atât pentru serviciul de tramvaie cât și pentru cel auto. Rețeaua de tramvai de este a doua ca lungime din România, după cea din București.

Harta rețelei de tramvai din Arad.

## Accesul la infrastructura națională

### Rutieră
Datorită așezării geografice, orașul beneficiază de acces rutier din toate cele patru direcții cardinale astfel:
- E - accesul se face de pe Valea Mureșului, pe DN7/E68  , din direcția Deva - Sibiu.
- N - dinspre Oradea, accesul este făcut pe DN79/E671  .
- V - drumul de acces este tot DN7 , pe ramura sa vestică aflată în continuarea sectorului estic conectat prin două variante:
  - Varianta Nordică - Șoseaua de Centură - încojoară orașul pe latura sa nordică în semicerc, de pe Calea Radnei (DN7E) până revine la axul principal pe Calea Aurel Vlaicu (sfârșitul DN7E)
  - Varianta Sudică - DN7E, începe de la bifurcația Șoselei de Centură spre N, traversează orașul pe o distanță de 7,1km până la revenirea în ax a șoselei de centură, unde acesta se încheie[1]
- S - dinspre Timișoara accesul se poate face:
  - DN69/E671   - ruta tradițională spre Timișoara prin Vinga - Orțișoara
  - A1  - ruta care folosește nou-construitul segment de autostradă, parte din A1

Rețeaua de drumuri care leagă municipiul Arad de restul rețelei naționale de drumuri, se află în faza de dezvoltare a infrastructurii, datorată în principal datorită proiectului de dezvoltare al Autostrăzii A1 și al Șoselei de Centură în rang de autostradă, pe latura vestică a orașului și ridicarea a două pasaje supraterane peste liniile de cale ferată Arad - Brad și Arad - București în partea de nord pe traiectul DN7.

### Cale ferată
Gara Centrală Arad este un nod important pe magistrala CFR spre Curtici - Budapesta și Sibiu - Brașov (București), linia 310 Oradea - Arad - Timișoara și punct terminus pentru liniile 215 Arad - Nădlac și 216 Arad - Periam - Sânnicolau Mare - Vălcani.
Gara Centrală din Arad are un trafic zilnic de 102 trenuri de persoane și un număr variabil de trafic vagoane de marfă. Din cele 102 de trenuri de persoane care traversează zilnic stația, majoritatea sunt trenuri Regio de scurt și mediu parcurs (cel mai lung traseu e până la Târgu Jiu - 291 km), InterRegio de mediu și lung parcurs, în număr de 22 (cel mai lung traseu e până la Iași - 737 km), iar legături IC și ICN sunt în număr de 9 trenuri, cu destinații ca Timișoara, Cluj Napoca, Teiuș (București Nord) și Budapest Keleti pu., Viena (Wien WBf.). Accesul la transportul în comun din oraș se face atât la rețeaua de tramvai cât și la cea de autobuz, stația Gara CFR fiind deservită de tramvaiele cu numărul 1, 4b, 6, 7, 9, 11, 15, 15b și de autobuzele cu mumărul 20, 21, 23 și 39. 
Gara Aradul Nou este a doua gară ca mărime din Municipiul Arad și o stație importantă pe linia CF spre Vălcani, Timișoara și oprire pentru trenurile care ocolesc Aradul pe racordul spre Glogovăț. Gara are acces la transportul în comun din minicpiu atât la rețeaua de tramvai cât și la cea de autobuz.

## Rețeaua și serviciul de tramvaie
Creșterea populației ca urmare a migrației populației din mediul rural în noile cartiere comuniste de blocuri a impulsionat dezvoltarea rețelei de transport urban cu tramvaiul. Încă de la inaugurarea sistemului de tramvai în a doua jumătate a secolului al XIX-lea, acesta s-a bucurat de popularitate în rândul arădenilor astfel că sistemul s-a dezvoltat în mod continuu cu deschiderea segmentelor de cale în cartierele de periferie Gai, Micălaca, Aradul Nou, Pârneava. 
Astfel segmentul inițial între Gara CFR și zona hanului Boul Roșu se dezvoltă până la stadiul actual, cu o rețea de peste 100km cale simplă complet electrificată, fără porțiuni de linie abandonate. Racordul cu fabrica de Vagoane de marfă de pe Calea Aurel Vlaicu a fost desființat odată cu derularea proiectului de reabilitare a infrastructurii de transport BERD I, creându-se în același timp un nou racord cu noua Fabrică de tramvaie a Astra Vagoane amplasată în spatele depoului de tramvaie UTA. Singura porțiune neutilizată în mod frecvent o constituie bucla veche din cartierul Micălaca, unde întorceau linile 17 și 18 înainte de crearea pasajului pe sub calea ferată spre Timișoara.

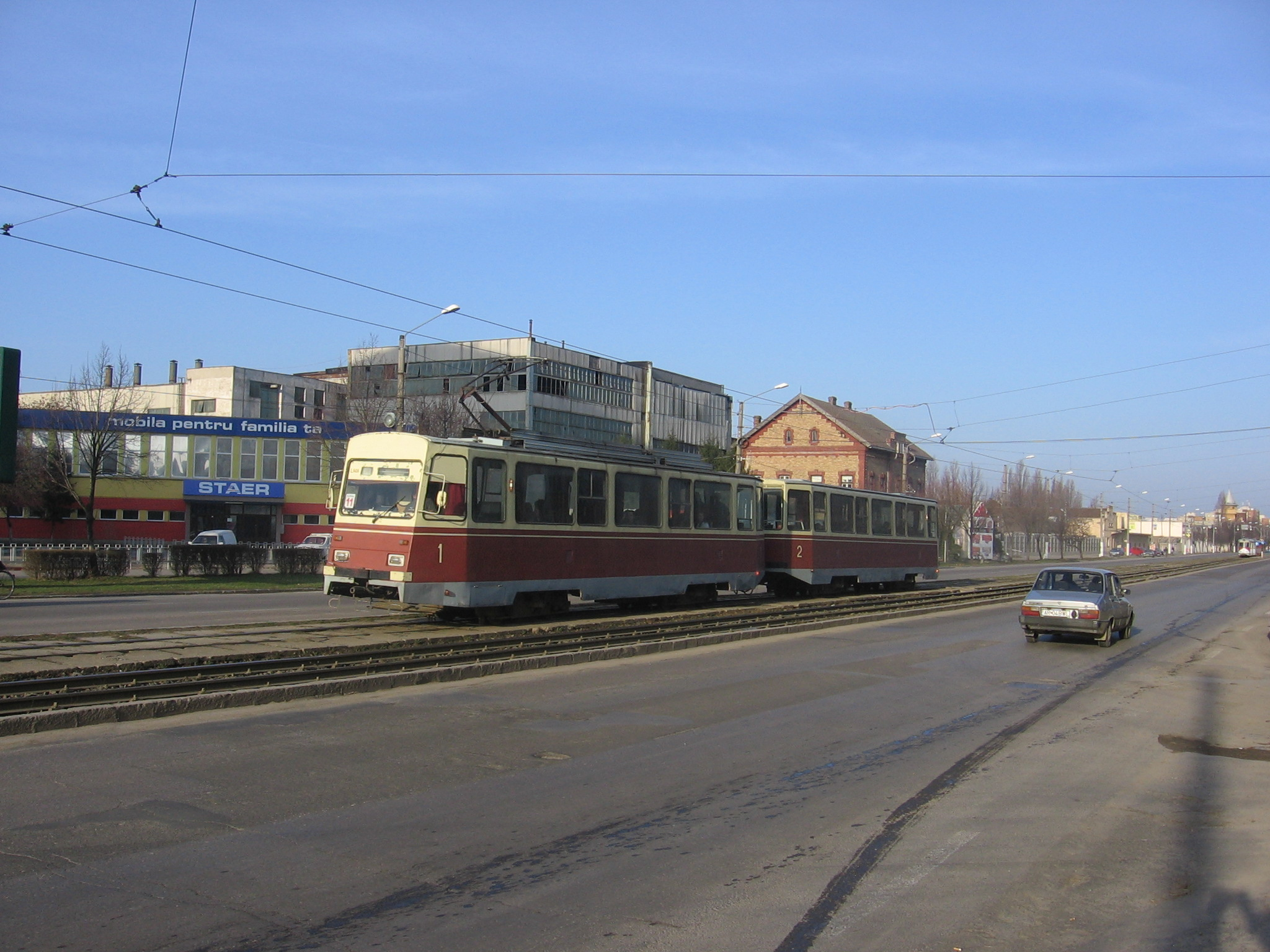
Garnitură Timiș 2 pe Calea Aurel Vlaicu (2006)

La momentul actual CTP Arad operează un număr de 16 linii.

### Transportul periurban
Transportul în zona periurbană municipiului Arad pe calea ferată s-a realizat încă din 1906, odată cu deschiderea căii ferate înguste private Arad - Podgoria care lega orașul Arad de zona viticolă de la poalele Munțiilor Zărandului. Această linie la deschidere a fost operată cu automotoare pe benzină, tracțiune dovedită ca ineficientă care a dus la electrificarea acestei linii în 1913. Linia se întindea de la Arad până la Ghioroc unde se bifurca în cele două direcții:
- Secția Ghioroc - Pâncota - 22km
- Secția Ghioroc - Radna - 14km

Administrarea liniei a fost în grija unei societăți private până în anul 1919, când devine patrimoniu al CFR. În 1982 rețeaua a trecut din patrimoniul CFR în cel al companiei de transport din Arad. Serviciul de transport cu trenul electric se încheie odată cu preluarea liniei când se introduc tramvaiele urbane. Odată cu anul 1991, serviciile către Pâncota și Radna se închid și se înlocuiesc cu autobuze. Astăzi există servicii frecvente până la Ghioroc întreținut cu parcul de tramvaie din Arad. 
Serviciile periurbane se aplică liniilor:
- Linia 9 - Făt Frumos -> Piața Podgoria -> Renașterii (Calul Bălan) -> Vama Micălaca -> Vladimirescu Moara -> Vladimirescu II
- Linia 10 - Piața Romană -> Piața Podgoria -> Renașterii (Calul Bălan) -> Vama Micălaca -> Vladimirescu -> Combinatul Chimic
- Linia 11 - Făt Frumos -> Piața Podgoria -> Renașterii (Calul Bălan) -> Vama Micălaca -> Vladimirescu -> Mândruloc -> Cicir -> Sâmbăteni -> Ghioroc
- Linia 12 - Piața Romană -> Piața Podgoria -> Renașterii (Calul Bălan) -> Vama Micălaca -> Vladimirescu -> Mândruloc -> Cicir -> Sâmbăteni -> Ghioroc
- Linia 14 - Combinatul Chimic -> Mândruloc -> Cicir -> Sâmbăteni -> Ghioroc

## Rețeaua și serviciul de autobuze și microbuze

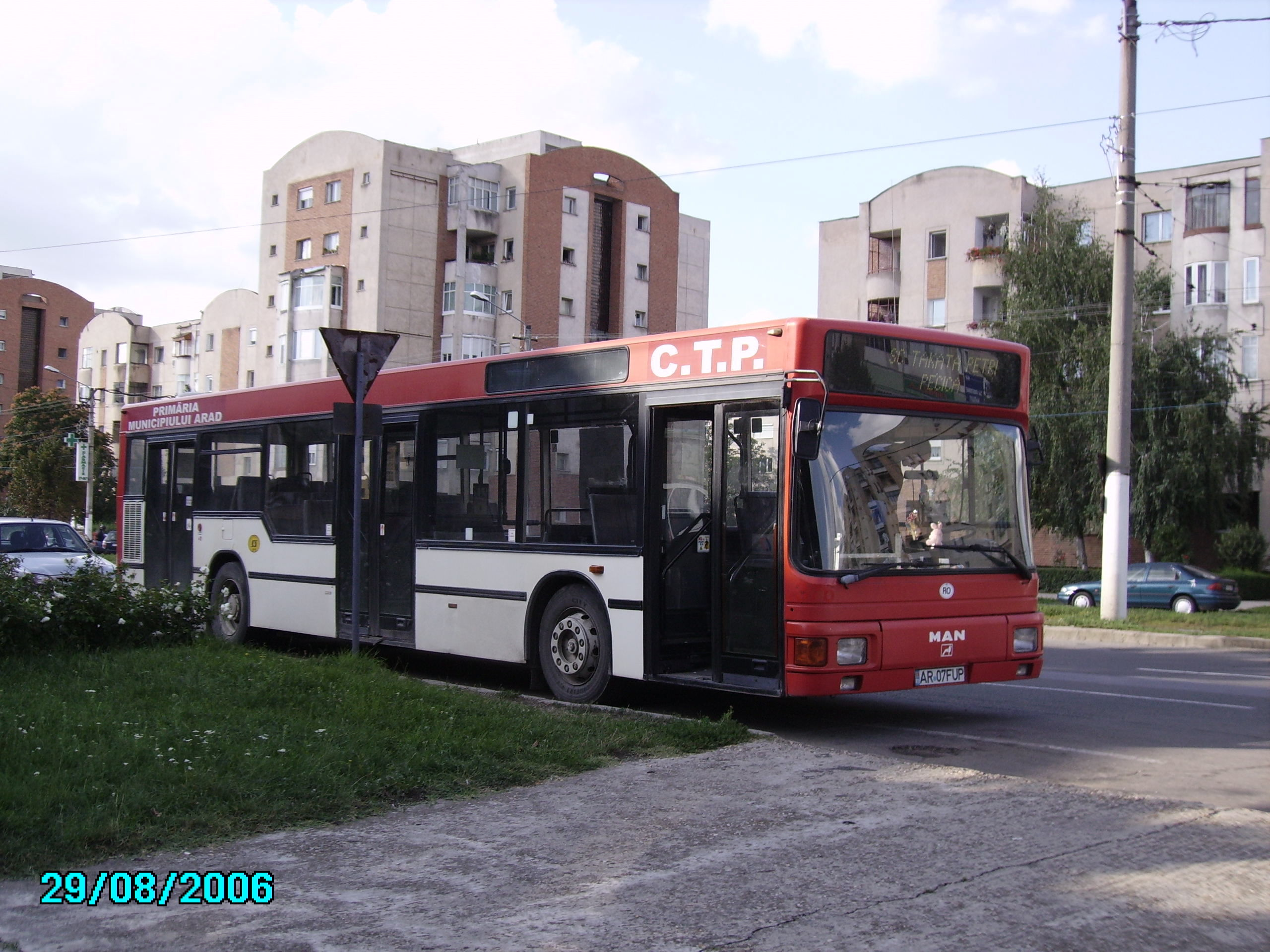
MAN NL222 în Arad

## Resurse externe
- Imagini despre tramvaiele și autobuzele din Arad Arhivat în 4 ianuarie 2010, la Wayback Machine.
- Imagini despre autobuzele și tramvaiele din Arad
- Imagini cu tramvaiele arădene din anii 1973 și 1980